# Radiale d'une courbe
En géométrie plane, la radiale d'une courbe Γ, associée à un point O fixe, est le lieu des points P définis par {\displaystyle {\overrightarrow {OP}}={\overrightarrow {MC}}=R_{M}{\vec {N}}_{M}} où {\displaystyle {\overrightarrow {MC}}} est le vecteur joignant le point courant M de Γ à son centre de courbure C ; autrement dit, c'est le lieu de l'extrémité du vecteur de courbure, {\displaystyle R_{M}} le rayon de courbure, attaché à un point fixe.
Cette notion a été étudiée par Robert Tucker (en) en 1864,.
Selon Maurice d'Ocagne, c'est Jules Hoüel qui lui aurait donné le nom de radiale.

## Radiale d'une courbe paramétrique
On suppose la courbe suffisamment dérivable et birégulière. 
Pour une courbe paramétrée (x(t), y(t)), sa radiale en un point O(x0, y0) est la courbe paramétrée par :
{\displaystyle {\begin{cases}X(t)&=x_{0}-{\dfrac {x'(t)^{2}+y'(t)^{2}}{x'(t)y''(t)-x''(t)y'(t)}}y'(t)\\Y(t)&=y_{0}+{\dfrac {x'(t)^{2}+y'(t)^{2}}{x'(t)y''(t)-x''(t)y'(t)}}x'(t)\end{cases}}}

## Propriétés
La radiale d'une courbe algébrique est une courbe algébrique de même degré que sa développée.
On suppose la courbe suffisamment dérivable et birégulière. Si elle est paramétrée par l'abscisse curviligne sous la forme {\displaystyle {\vec {f}}(s)}, le centre de courbure s'obtient en posant
{\displaystyle {\vec {g}}(s)={\overrightarrow {O\Omega (s)}}={\vec {f}}(s)+\gamma (s)^{-1}{\vec {N}}(s)}
où {\displaystyle \Omega } est le centre de courbure, {\displaystyle \gamma } la courbure et {\displaystyle {\vec {N}}} le vecteur normal au point {\displaystyle {\vec {f}}(s)}.
Le vecteur dérivé de la radiale est
{\displaystyle {\vec {g'}}(s)=\gamma (s)^{-1}{\vec {N'}}(s)-{\frac {\gamma '(s)}{\gamma (s)^{2}}}{\vec {N}}(s)=-{\vec {T}}(s)-{\frac {\gamma '(s){\vec {N}}(s)}{\gamma (s)^{2}}}}
en utilisant les formules de Frenet.

## Exemples
| Courbe                | Radiale               |
| --------------------- | --------------------- |
| Conique               | Courbe sextique       |
| Chaînette ordinaire   | Kampyle d'Eudoxe (en) |
| Tractrice             | Courbe kappa          |
| Spirale logarithmique | Spirale logarithmique |
| Cycloïde              | Cercle                |
| Épicycloïde           | Rosace                |
| Deltoïde              | Trifolium (nl)        |
| Astroïde              | Quadrifolium          |

Une ellipse, sa développée (en bleu) et sa radiale (en rouge)
Une cycloïde, sa développée (en bleu) et sa radiale (en rouge)

## Applications
Les courbes radiales apparaissent dans la détermination des couples roue-route : en considérant le roulement sans glissement d'une courbe Γ1 (la roue) sur une courbe Γ2 (la route), déterminer un point fixe (le moyeu de la roue) par rapport à Γ1 tel que sa trajectoire soit rectiligne dans le plan. 
Un théorème de Amédée Mannheim établit en effet que pour une courbe et un point donnés, la radiale de cette courbe par rapport au point et sa courbe de Mannheim forment un couple roue-route.